# Dahlem, Nordrhein-Westfalen
Dahlem är en kommun och ort i Kreis Euskirchen i Regierungsbezirk Köln i förbundslandet Nordrhein-Westfalen i Tyskland.